# Un día sin mexicanos
Un día sin mexicanos (en inglés: A Day Without a Mexican) es una película polémica dirigida por Sergio Arau, que trata acerca de una hipotética desaparición de todos los mexicanos de California, y su efecto sobre el resto de los californianos. Es una coproducción entre Estados Unidos, México y España, y es el último trabajo del actor mexicano Eduardo Palomo, quien murió en noviembre del 2003.

## Argumento
La trama consiste en la misteriosa desaparición de todos los latinos o hispanos en el estado de California en los Estados Unidos, en la cual se va examinando de cerca a varios personajes que son afectados de diversas formas por el extraño fenómeno.
A lo largo del film se puede ver a un senador que ve en la tragedia una magnífica oportunidad para convertirse en gobernador del estado de California al preocuparse y ponerse a investigar sobre las inexplicables desapariciones. Este político, en el momento en que se estaba postulando para senador, estuvo de acuerdo con la creación de leyes antiinmigrantes. 
Asimismo, podemos ver la historia de una mujer llamada Mary, esposa de un músico latino, que ha desaparecido junto con su pequeño hijo, dejando misteriosamente a su hija; y a Lila Rodríguez, la única persona de sangre latina que ha quedado en el estado. En la sangre de Lila podría estar la respuesta al enigma y la solución para que aparezcan de nuevo los latinos, pues el estado de California ha caído en el caos luego de que un tercio de su población (en su mayoría encargada de la agricultura, aseo y otros empleos difíciles y cansadores) ha desaparecido.

## Curiosidades
- En la película se escucha la canción de Molotov llamada "Frijolero".
- La película está dedicada al actor mexicano Eduardo Palomo quien murió poco después de su participación en la película.
- Se planeaba hacer la secuela de la película para finales del 2012, la cual se hubiera llamado Otro día sin mexicanos, pero esta no ha sido filmada.
- La película, con un bajo presupuesto, sobrepasó en taquilla, a la película Zapata, el sueño del héroe, que era dirigida por el papá del director, Alfonso Arau y que tenía un presupuesto mucho mayor (de hecho, era la película más cara que se había hecho en México, en ese momento). Esto fue señalado por varios medios de comunicación, e incluso trataron de entrevistar al director Sergio sobre este suceso.
- La película, que tuvo un éxito enorme en México y en los EE. UU. tuvo un suceso mucho más acotado.
- Según se reveló cada actor recibió un dólar de pago lo cual demuestra el compromiso por hacer esta película.